# Јована Кантакузин
Јован Кантакузин (1183–1186) био је војни командант и један од првих познатих чланова породице Кантакузин. Савремени историчар Никита Хонијат описује га као храброг, одважног и искусног војника, али често одвођен на странпутицу својом глупошћу и дрскошћу.

## Живот
Био је једна од жртава владавине терора коју је покренуо цар Андроник I Комнин (владао 1183–1185) 1183. године, који га је ослепио, мада вероватно не потпуно, а затим бацио у тамницу, јер је напао дворског евнуха који је окривио Андрониковог претходника, његовог малолетног синовца цара Алексија II Комнина (1180–1183), за катастрофе које су задесиле царство. Доналд Никол тврди да ово показује да је био присталица породице Анђела и да је био награђен када је Исак II Анђел (1185–1195, 1203–1204) дошао на престо 1185: нови цар му је дао титулу цезара и поставио га да командује експедицијом против Бугара 1186. године, који су се недавно побунили против византијске власти и обновили Бугарско царство. Побуњеници се нису супротставили Византинцима на отвореном пољу, већ су се повукли у своје планинско упориште. Јован их је пратио тамо, али је због свог претераног самопоуздања занемарио да утврди свој логор и дозволио да буде опкољен, претрпевши понижавајући пораз. Његове службене хаљине су узели и показали бугарским вођама Петру и Асену. Јована је цар разрешио команде у корист Алексија Вране и живео је у пензији.
Оженио се Ирином Анђел, ћерком Андроника Дуке Анђела и сестром царева Исака II и Алексија III Анђела (1195–1203). Брак су први забранили цариградски патријарх Лука Хрисоверг и тада владајући цар Манојло I Комнин (1143–1180), јер је постојао седми степен крвног сродства између Јована и Ирине. Међутим, 1185/86. године, након што је Исак Анђел дошао на власт, синод је збацио патријарха Василија II Каматира – постављеног од стране цара Андроника I – и нови патријарх, Никита Мунтан, дао је своје одобрење за брак. Изгледа да су имали сина, јер је тај човек био предложен као могући кандидат за престолонаследника током болести цара Алексија III. Јованови родитељи нису познати, али он је можда био брат Теодора Кантакузина (умро 1184), за кога Никита Хонијат наводи да је убијен помажући Исаку Анђелу у одбрани града Никеје од цара Андроника I Комнина.